# 里扬泰克
里扬泰克（法語：Riantec，法語發音：[ʁjɑ̃tɛk]）是法国莫尔比昂省的一个市镇，属于洛里昂区。

## 地理
里扬泰克（47°42'39"N, 3°18'38"W）面积14.06 平方千米，位于法国布列塔尼大區莫尔比昂省，该省份为法国西北部沿海省份，位于布列塔尼半岛南部，北起阿摩尔滨海省、西接菲尼斯泰尔省，南濒大西洋，东南接大西洋卢瓦尔省，东临伊勒-维莱讷省。
与里扬泰克接壤的市镇（或旧市镇、城区）包括：梅尔勒沃内、普卢伊内克、路易港、洛克米凯利克。

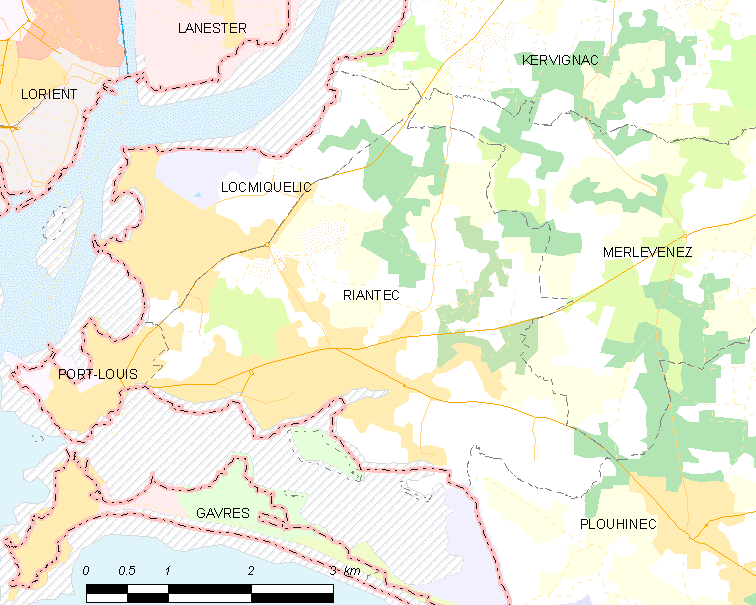
里扬泰克的OSM定位图

里扬泰克的时区为UTC+01:00、UTC+02:00（夏令时）。

## 行政
里扬泰克的邮政编码为56670，INSEE市镇编码为56193。

## 政治
里扬泰克所属的省级选区为埃讷邦县。

## 人口

1962-2008年间里扬泰克人口变化图示

里扬泰克于2022年1月1日时的人口数量为5742人。